# Stroopův test
Stroopův test je psychologický test, dokládající, že člověk je při vykonávání nějakého úkolu snadno rozptýlen svými automatickými reakcemi a návyky. Dnes bývá hojně využíván pod názvem Stroopova úloha k testování pozornosti, identifikaci specifických poruch učení. Test je pojmenován po americkém psychologovi Johnu Ridley Stroopovi (1897 - 1973), který se tímto fenoménem zabýval. Poprvé byl publikován v r. 1929, ale pravděpodobně byl vynalezen už v 19. století[zdroj?].

## Podoba testu
Pokuste se co nejrychleji jmenovat barvy následujících políček:
________ ________ ________ ________ ________ ________ ________ ________ ________ ________ ________ ________
Nyní se pokuste co nejrychleji jmenovat barvy následujících slov (bez ohledu na význam slov):
zelená fialová modrá zelená červená modrá zelená červená červená červená fialová zelená modrá fialová fialová modrá
Test ukazuje, že pokud jsou slova vytištěna odlišnou barvou, než je jejich význam, člověk má bezděčnou tendenci automaticky číst jejich význam a značně se tím zpomaluje jeho schopnost správně identifikovat barvy.

## Využití a varianty testu
Test byl později zkoušen v mnoha modifikacích. Například se zjistilo, že reakci na barvu nezpomalují jen slova označující barvy, ale i slova významově spjatá s nějakou barvou (krev – červená, obloha – modrá) a slova pro konkrétního uživatele citově zabarvená (vulgarismy, nepříjemná slova).
Test se kromě výzkumu pozornosti a zaměřenosti užívá k dalším studiím lidského vědomí – např. při výzkumu bilingvismu, specifických poruch učení a dalších. Ukazuje se také souvislost výsledku testu s některými duševními poruchami, například zvýšenou iritabilitou při depresivních poruchách aj. .